# Grand Prix de la Somme 2011
Il Grand Prix de la Somme 2011, ventiseiesima edizione della corsa e valido come evento dell'UCI Europe Tour 2011 categoria 1.1, si svolse il 16 settembre 2011 su un percorso di 201,2 km. Fu vinto dal francese Anthony Roux, che terminò la gara in 4h51'35", alla media di 41,4 km/h.
Al traguardo giunsero 63 ciclisti.

## Ordine d'arrivo (Top 10)
| Pos. | Corridore        | Squadra         | Tempo    |
| ---- | ---------------- | --------------- | -------- |
| 1    | Anthony Roux     | FDJ             | 4h51'35" |
| 2    | Lloyd Mondory    | AG2R La Mond.   | s.t.     |
| 3    | Fabian Wegmann   | Leopard-Trek    | s.t.     |
| 4    | Jean-Luc Delpech | Bretagne        | s.t.     |
| 5    | Nacer Bouhanni   | FDJ             | s.t.     |
| 6    | Yannick Martinez | AG2R La Mon.    | s.t.     |
| 7    | Leonardo Duque   | Cofidis         | s.t.     |
| 8    | Moreno Hofland   | Rabobank Cont.  | s.t.     |
| 9    | Thomas Voeckler  | Europcar        | s.t.     |
| 10   | Bert De Waele    | Landbouwkrediet | s.t.     |